# Tectaria kehdingiana
Tectaria kehdingiana là một loài thực vật có mạch trong họ Dryopteridaceae. Loài này được (Kuhn) M.G. Price miêu tả khoa học đầu tiên năm 1972.